# 伊爾弗勒科姆
伊爾弗勒科姆（英語：Ilfracombe）是位於英格蘭德文郡的一個海濱小鎮，當地的地標有希爾斯伯勒山，在這裡發現了鐵器時代的遺跡。據2011年人口普查，伊爾弗勒科姆有人口11,184人。

## 友好城市
- 法國 伊夫